# غابرييلا روتيش
غابرييلا روتيش (بالرومانية: Gabriela Rotiș)‏ مواليد 12 نوفمبر 1980 في سفنتو جيورجي، هي لاعبة كرة يد نمساوية تلعب كظهير أيسر. مثلت كل من منتخب النمسا لكرة اليد للسيدات ومنتخب رومانيا لكرة اليد للسيدات.

## الإنجازات
- دوري أبطال أوروبا لكرة اليد للسيدات:
  - النهائي: 2009
- كأس أبطال الكؤوس الأوروبية لكرة اليد للسيدات:
  - النهائي: 2004
- بطولة العالم لكرة اليد للسيدات ناشئين:
  - الفوز: 1999